# Jiske Snoeks
Jiske Snoeks (Haarlem, 19 de mayo de 1978) es una exjugadora neerlandesa de hockey sobre césped.

## Trayectoria
Snoeks tuvo su primera participación olímpica en Atenas 2004. En sus primeros Juegos Olímpicos llegó a la final, pero perdió ante Alemania y obtuvo la medalla de plata.